# All I Have to Give
«All I have to give» (с англ. — «Всё, что я могу дать») — песня группы Backstreet Boys, третий и последний сингл со второго студийного aльбома Backstreet's Back.

## Список композиций
США (CD3)
1. «All I have to give (album version)» — 4:36
2. «All I have to give (part II — the conversation mix)» — 4:15
3. Скрытая дорожка: превью — отрывки песен альбома Millennium[1]

США (CD5)
1. «All I have to give (album version)» — 4:36
2. «All I have to give (part II — the conversation mix)» — 4:15
3. «All I have to give (Davidson Ospina radio mix)» — 4:22
4. «All I have to give (Soul Solution radio mix)» — 3:40
5. «Quit Playing Games (With My Heart) (live version)» — 6:08
6. Скрытая дорожка: превью — отрывки песен альбома Millennium[1]

Европа (часть первая)
1. «All I have to give (radio version)» — 4:06
2. «Quit Playing Games (With My Heart) (live version)» — 6:08
3. «All I have to give (part II — the conversation mix)» — 4:15
4. «As Long as You Love Me (Peppermint jam remix)» — 3:42

Европа (часть вторая)
1. «All I have to give (radio version)» — 4:06
2. «We've got it goin' on (CL’s anthem radio mix)» — 4:12
3. «Get down (Markus plastik vocal)» — 6:33
4. «Quit Playing Games (With My Heart) (E-Smoove extended vocal version mix)» — 6:48

Япония — мини-альбом
1. «All I have to give (radio version)» — 4:06
2. «I'll never break your heart (radio edit)» — 4:25
3. «I’ll never break your heart (instrumental)» — 4:25
4. «Everybody (Backstreet’s Back) (7" version)» — 3:44
5. «Everybody (Backstreet’s Back) (instrumental)» — 3:44
6. «As Long as You Love Me (radio version)» — 3:30
7. «As Long as You Love Me (Pepperment jam remix)» — 3:42

## Хит-парады
| Страна         | Высшая позиция |
| -------------- | -------------- |
| Австралия      | 4              |
| Австрия        | 4              |
| Бельгия        | 14             |
| Великобритания | 2              |
| Дания          | 7              |
| Германия       | 8              |
| Ирландия       | 6              |
| Италия         | 6              |
| Новая Зеландия | 3              |
| Норвегия       | 14             |
| США            | 5              |
| Финляндия      | 10             |
| Швеция         | 6              |
| Швейцария      | 8              |

## Музыкальное видео
Видео было снято режиссёром Найджелом Диком в Лос-Анджелесе, в июне 1997 года. У клипа отсутствует сюжетная линия. Видео в основном сосредоточено на группе, поющей в различных помещениях и костюмах. Присутствуют кадры исполнения песни и хореографии, в частности «танец со шляпами», одна из визитных карточек Backstreet Boys, который на сцене обычно исполняется в пиджаках и фетровых шляпах.
Видео снято с использованием ярких цветов, расфокусировки и нестандартных переходов между кадрами. Например, переход к/от чёрному цвету, переходы, сопровождаемые быстрой вспышкой белого, или перехода, в то время как кадр выходит из фокуса или к кадру, входящему в фокус.
Есть по крайней мере два варианта видео с небольшими различиями между ними, заключающимися в различиях монтажа. Также один из вариантов содержит две сцены, которые отсутствуют в другом видео. Первая включает в себя участников группы, лежащих по кругу на спинах в небольшом слое воды и выполняющих синхронизированные движения. Другая использует эффект синего экрана, члены группы во время исполнения танца рассредотачиваются из центра экрана, формируя линию. Костюмы в этой сцене отличаются от остальной части видео. Ограниченный выпуск европейского сингла (часть первая) продавался с кадром из этой сцены на обложке.

## Даты выпуска
| Релиз       | Дата выпуска   |
| ----------- | -------------- |
| Европа      | 13 января 1998 |
| США (радио) | 16 ноября 1998 |
| США         | 8 января 1999  |